# Copa de Competencia Jockey Club 1910
La Copa de Competencia Jockey Club 1910 fue la cuarta edición de esta competencia. Originalmente fue la sección argentina de la Cup Tie Competition; sin embargo, más adelante se la contabilizó como parte de la Copa de Competencia que iniciaría en 1913.
El ganador fue Estudiantes por primera vez, al vencer en la final a Gimnasia y Esgrima por 3 a 1, accediendo así a la final de la Cup Tie.

## Sistema de disputa
Se jugó por eliminación directa a partido único. En caso de empate se disputó tiempo extra y, de persistir, se disputó un nuevo encuentro donde ejerció la localía el equipo que fue visitante.

## Fase preliminar
Belgrano AC  0 : 2  Alumno AC
AC Newell's Old Boys  8 : 1  CA Porteño
Quilmes AC  0 : 0  CA Argentinos de Quilmes
CA River Plate   0 : 3  Cd Gimnasia y Esgrima
CA San Isidro  5 : 3  CA Rosario Central
CA Provincial  3 : 1  CA Tiro Federal Argentino

PLAYOFF:
CA Argentinos de Quilmes  0 : 3  Quilmes AC

## Fase final
En cada llave se muestra el resultado global.
|  | Cuartos de final   | Cuartos de final |                    |                | Semifinales | Semifinales |  |                    | Final | Final |  |
|  |                    |                  |                    |                |             |             |  |                    |       |       |  |
|  |                    |                  |                    |                |             |             |  |                    |       |       |  |
|  | Provincial (R)     | 3                |                    |                |             |             |  |                    |       |       |  |
|  | Provincial (R)     | 3                |                    |                |             |             |  |                    |       |       |  |
|  | Alumni             | 2                |                    |                |             |             |  |                    |       |       |  |
|  | Alumni             | 2                |                    | Provincial (R) | 0           |             |  |                    |       |       |  |
|  |                    |                  |                    | Provincial (R) | 0           |             |  |                    |       |       |  |
|  |                    |                  | Gimnasia y Esgrima | 3              |             |             |  |                    |       |       |  |
|  | Gimnasia y Esgrima | 3                | Gimnasia y Esgrima | 3              |             |             |  |                    |       |       |  |
|  | Gimnasia y Esgrima | 3                |                    |                |             |             |  |                    |       |       |  |
|  | Quilmes            | 0                |                    |                |             |             |  |                    |       |       |  |
|  | Quilmes            | 0                |                    |                |             |             |  | Gimnasia y Esgrima | 1     |       |  |
|  |                    |                  |                    |                |             |             |  | Gimnasia y Esgrima | 1     |       |  |
|  |                    |                  | Estudiantes        | 3              |             |             |  |                    |       |       |  |
|  | Estudiantes        | 1                | Estudiantes        | 3              |             |             |  |                    |       |       |  |
|  | Estudiantes        | 1                |                    |                |             |             |  |                    |       |       |  |
|  | Argentino          | 0                |                    |                |             |             |  |                    |       |       |  |
|  | Argentino          | 0                |                    | Estudiantes    | 8           |             |  |                    |       |       |  |
|  |                    |                  |                    | Estudiantes    | 8           |             |  |                    |       |       |  |
|  |                    |                  | Newell's Old Boys  | 7              |             |             |  |                    |       |       |  |
|  | Newell’s Old Boys  | 3                | Newell's Old Boys  | 7              |             |             |  |                    |       |       |  |
|  | Newell’s Old Boys  | 3                |                    |                |             |             |  |                    |       |       |  |
|  | San Isidro         | 1                |                    |                |             |             |  |                    |       |       |  |
|  | San Isidro         | 1                |                    |                |             |             |  |                    |       |       |  |
|  |                    |                  |                    |                |             |             |  |                    |       |       |  |

### Semifinales
| 24 de junio | Estudiantes | 4:4 (t. s.) | Newell's Old Boys | Cancha de Estudiantes, Buenos Aires |  |

#### Desempate
| 9 de julio | Newell's Old Boys | 3:4 (t. s.) | Estudiantes | Estadio de Newell's Old Boys, Rosario |  |

### Final
| 17 de julio | Gimnasia y Esgrima | 1:3 | Estudiantes | Estadio de Ferro Carril Oeste, Buenos Aires |  |

|                                 |
|                                 |
| Campeón Estudiantes 1.er título |